# Ferenice de Rodas
Ferenice de Rodas, o también llamada Calipatira, fue una mujer griega del siglo V a. C..
Era hija de Diágoras de Rodas y hermana de Dorieo de Rodas, campeones ambos en la disciplina de pancracio en varios juegos de la antigüedad, especialmente el primero que venció en los cuatro grandes juegos griegos: olímpicos, nemeos, ístmicos y píticos.
Según el viajero y cronista griego Pausanias, para poder ver a su hijo Pisírrodo en la competición de pancracio en los Antiguos Juegos Olímpicos, donde la presencia de mujeres estaba vetada, se disfrazó de hombre y se hizo pasar por entrenador de su hijo. Con la victoria de aquel, saltó la valla que separaba el lugar de los entrenadores de la arena de competición para ir a abrazar a su hijo con tan mala fortuna que se le enganchó la ropa en ella y se le cayó el disfraz quedando a la vista su condición de mujer. A pesar de que las leyes establecían que debía ser condenada a muerte, se le conmutó el castigo en atención a ser hija, hermana y madre de campeones olímpicos. Para evitar que en adelante volviese a suceder algo así, se decretó que también los entrenadores deberían asistir desnudos a las competiciones olímpicas.